# Paolo Emilio Rondinini
Paolo Emilio Rondinini (Roma, 1617 - Roma, 16 de setembro de 1668) foi um cardeal italiano do século XVII.

## Biografia
Nasceu em Roma em 1617. Filho de Alessandro Rondinini e Felice Zacchia. Sobrinho-neto por parte de mãe do cardeal Paolo Emilio Zacchia (1599) e neto do cardeal Laudivio Zacchia (1626).
Estudou na Universidade de Perúgia, onde obteve o doutorado. Clérigo da Câmara Apostólica, 1637. Tesoureiro geral interino da Câmara Apostólica na ausência de Francesco Angelo Rapaccioli, comissário do exército, que esteve na Guerra de Castro. Prefeito da Annona, 4 de março de 1643.
Criado cardeal-diácono no consistório de 13 de julho de 1643; recebeu o gorro vermelho e a diaconia de S. Maria em Aquiro, a 31 de agosto de 1643. Participou do conclave de 1644, que elegeu o Papa Inocêncio X.
Eleito bispo de Assis em 5 de maio de 1653. Consagrado em 25 de maio de 1653, na igreja de S. Silvestro in Capite, Roma, pelo cardeal Fabio Chigi, bispo de Imola, coadjuvado por Ranuzio Scotti, ex-bispo de Borgo San Donnino, e por Giovanni Battista Scanarolo, bispo titular de Sidon.
Participou do conclave de 1655, que elegeu o Papa Alexandre VII. Optou pela diaconia de Giorgio in Velabro, em 14 de maio de 1655. Optou pela diaconia de S. Maria in Cosmedin, em 6 de março de 1656. Participou do conclave de 1667, que elegeu o Papa Clemente IX. Optou pela ordem dos cardeais-presbíteros e pelo título de S. Eusébio, a 30 de abril de 1668.
Morreu em Roma em 16 de setembro de 1668, às 18 horas, após uma breve doença, em um palácio do príncipe Camillo Pamphilj na antiga rua de Pozzo delle Cornachie, ao lado do que então se chamava e ainda é a Piazza Rondadini. Enterrado em 18 de setembro de 1668 ao lado de seu pai e avô na igreja de S. Maria sopra Minerva, Roma.